# Jarosław Michalewicz
Jarosław Michalewicz (ur. 29 kwietnia 1965 w Białymstoku) – polski piłkarz występujący na pozycji napastnika. Wychowanek Jagiellonii Białystok. Reprezentował także barwy klubów: Widzew Łódź, ŁKS Łódź, Sokół Pniewy i Olimpia Poznań.
Michalewicz jest zdobywcą pierwszej bramki dla Jagiellonii w ekstraklasie (9 sierpnia 1987 r.).